# Evdokija Popadinova
Evdokija Popadinova (in bulgaro Евдокия Попадинова?; Hadžidimovo, 26 ottobre 1996) è una calciatrice bulgara, attaccante del Brisbane Roar e della nazionale bulgara.

## Carriera

### Club
Nata nel 1996 ad Hadžidimovo, nella Bulgaria sud-occidentale, al confine con la Grecia, a inizio carriera ha giocato con l'NSA Sofia per tre stagioni, disputando la Women's Champions League, nella quale ha esordito a 15 anni, l'11 agosto 2012, titolare nella gara della fase a gironi preliminare persa per 7-0 contro le serbe dello Spartak Subotica. Due giorni dopo, il 13 agosto, ha realizzato la sua prima rete, quella del definitivo 2-0 al 43' contro le estoni del Pärnu JK. Con la squadra della capitale bulgara ha vinto tre campionati e tre Coppe di Bulgaria.
Nell'estate 2015 ha lasciato il suo Paese natale per trasferirsi in Inghilterra, al Bristol Academy. Ha debuttato il 18 luglio, entrando al 76' della sconfitta casalinga per 3-0 contro il Manchester City in campionato. Rimasta fino al termine del campionato ad ottobre, ha collezionato otto presenze, equamente divise tra campionato, dove retrocede arrivando ottava su otto, e coppa nazionale. A marzo 2016 ha firmato per un'altra squadra inglese, il London Bees, scendendo in FA WSL 2, giocando 13 volte in campionato (settima su dieci), segnando tre gol, e tre volte in FA Cup.
Chiusa l'esperienza inglese è volata negli Stati Uniti, studiando e giocando due anni alla University of Northwestern Ohio di Lima (Ohio) e due alla Florida Gulf Coast University di Fort Myers, Florida.
A livello individuale è stata votata miglior calciatrice bulgara per quattro volte consecutivamente dal 2016 al 2019.
Nell'estate 2020, tornata in Europa, si è accordata con le danesi dell'Aalborg, con le quali ha esordito il 9 agosto, dal 1', segnando anche la rete del momentaneo vantaggio per 1-0 al 5' nella sconfitta per 7-2 sul campo dell'HB Køge alla 1ª giornata di campionato. Ha terminato con quattro gare giocate e una rete.
Il 5 novembre 2020, è stata ingaggiata a titolo definitivo dal Napoli, in Serie A. Ha debuttato con il club partenopeo due giorni dopo, partendo da titolare nella sconfitta interna per 2-1 contro il Milan della 7ª di campionato. Ha segnato il suo primo gol il 13 dicembre, realizzando il definitivo 1-2 al 72' nella gara persa in casa contro il Verona alla 10ª di Serie A.
Il 28 luglio 2022, è passata a titolo definitivo al Sassuolo, sempre in Serie A.
Il 10 agosto 2023, è stata ingaggiata a titolo definitivo dalla Lazio, in Serie B. Lungo la stagione 2023-2024, ha segnato otto reti fra campionato e coppa, contribuendo alla promozione diretta delle capitoline in massima serie.
Il 20 agosto 2024, è passata a titolo definitivo al Brisbane Roar, nella A-League Women.

### Nazionale
Ha esordito in nazionale Under-19 nel 2012, disputando fino al 2014 otto gare, realizzando due reti nelle qualificazioni agli Europei di categoria di Galles 2013, Norvegia 2014 e Israele 2015.
Nel 2014 ha giocato tre gare ufficiali in nazionale maggiore, nelle qualificazioni al Mondiale di Canada 2015, la prima il 7 maggio, titolare nella sconfitta per 4-1 in trasferta ad Astana contro il Kazakistan.

## Statistiche

### Presenze e reti nei club
Statistiche aggiornate all'11 maggio 2024.
| Stagione        | Squadra         | Campionato      | Campionato | Campionato | Coppe nazionali | Coppe nazionali | Coppe nazionali | Coppe continentali | Coppe continentali | Coppe continentali | Altre coppe | Altre coppe | Altre coppe | Totale | Totale |
| Stagione        | Squadra         | Comp            | Pres       | Reti       | Comp            | Pres            | Reti            | Comp               | Pres               | Reti               | Comp        | Pres        | Reti        | Pres   | Reti   |
| --------------- | --------------- | --------------- | ---------- | ---------- | --------------- | --------------- | --------------- | ------------------ | ------------------ | ------------------ | ----------- | ----------- | ----------- | ------ | ------ |
| 2020-2021       | Napoli          | A               | 13         | 4          | CI              | 1               | 0               | -                  | -                  | -                  | -           | -           | -           | 14     | 4      |
| 2021-2022       | Napoli          | A               | 10         | 0          | CI              | 2               | 0               | -                  | -                  | -                  | -           | -           | -           | 12     | 0      |
| Totale Napoli   | Totale Napoli   | Totale Napoli   | 23         | 4          | -               | 3               | 0               | -                  | -                  | -                  | -           | -           | -           | 26     | 4      |
| 2022-2023       | Sassuolo        | A               | 6          | 1          | CI              | -               | -               | -                  | -                  | -                  | -           | -           | -           | 6      | 1      |
| 2023-2024       | Lazio           | B               | 23         | 7          | CI              | 1               | 1               | -                  | -                  | -                  | -           | -           | -           | 24     | 8      |
| Totale carriera | Totale carriera | Totale carriera | 52         | 12         | -               | 4               | 1               | -                  | -                  | -                  | -           | -           | -           | 56     | 13     |

## Palmarès

### Club
- Campionato bulgaro femminile: 3

NSA Sofia: 2012-2013, 2013-2014, 2014-2015
- Coppa di Bulgaria femminile: 3

NSA Sofia: 2012-2013, 2013-2014, 2014-2016
- Campionato italiano di Serie B: 1

Lazio: 2023-2024

### Individuale
- Calciatrice dell'anno (Bulgaria): 5

2016, 2017, 2018, 2019, 2020